# Elektroniker für luftfahrttechnische Systeme
Elektroniker für luftfahrttechnische Systeme war in Deutschland ein staatlich anerkannter Ausbildungsberuf nach Berufsbildungsgesetz. Er wurde durch den Ausbildungsberuf Fluggerätelektroniker abgelöst. Die Neuordnung wurde notwendig, um die Anforderungen des Luftfahrt-Bundesamt und der EASA zu erfüllen.

## Ausbildungsdauer und Struktur
Die Ausbildungszeit zum Elektroniker für luftfahrttechnische Systeme betrug in der Regel dreieinhalb Jahre. Die Ausbildung erfolgte an den Lernorten Betrieb und Berufsschule.
Der Beruf war als Monoberuf strukturiert und wurde in den Einsatzgebieten Fluggeräteproduktion, Fluggerätinstandhaltung, Fluggerätüberholung, Flugtechnische Ausrüstungen und Raumfahrtsysteme vertieft. Andere Einsatzgebiete waren zulässig, wenn die Mindestanforderungen aus der Ausbildungsordnung vermittelt wurden. Elektroniker für luftfahrttechnische Systeme waren Elektrofachkräfte im Sinne der Unfallverhütungsvorschriften.

## Arbeitsgebiete
Elektroniker für luftfahrttechnische Systeme arbeiteten in der Flugzeugindustrie sowie in der Raumfahrtindustrie. Sie nahmen elektromechanische und elektrotechnische Komponenten in Betrieb und führten Wartungsarbeiten durch.